# Corporación
Corporación del término inglés corporation y este a su vez del latín medieval corporatio; es el nombre que le dan en el mundo angloparlante, por un lado a la sociedad mercantil o asociación civil; y por otro lado a la gran empresa. En la terminología hispana y jurídica el término usado es sociedad, compañía o asociación. Corporación se utiliza en alguna medida, en habla hispana, en las ciencias económicas haciendo referencia a una gran empresa que posee varias UENs operando en varios negocios; que es el sentido que le asigna la segunda acepción del DLE: «Empresa, normalmente de grandes dimensiones, en especial si agrupa a otras menores».y que coincide con una de las acepciones dadas en el diccionario inglés: «una corporation es una gran empresa o compañía» También, en las ciencias económicas, se suele hacer referencia a distintos elementos de la corporación como la estrategia corporativa, cultura corporativa, etc..
Ya en el medioevo, en el ámbito anglo, se designaba de esta forma a las agrupaciones de artesanos o de comerciantes que gozaban de personalidad jurídica; que recibían diversos nombres según los territorios y, que, además, mostraban una forma diferente de organización, como ser: métiers (Francia), arti (Italia), guildas y hansas (en los países de lengua germánica), cofradías o hermandades (en Castilla), arts u oficis (en Cataluña). El modelo más extendido era el del métier ('oficio', gremio): «agrupación económica de derecho cuasi-público que somete sus miembros a una disciplina colectiva para el ejercicio de su profesión».
En su primera acepción, el DLE define la corporación como una «Organización compuesta por personas que, como miembros de ella, la gobiernan», que es sinónimo de sociedad o asociación que son los términos usados jurídicamente en el ámbito hispano. En el diccionario inglés, en otra de sus acepciones, corporation significa: «una compañía, un grupo de personas o una organización autorizadas para operar con personalidad jurídica propia»; ambas acepciones, la primera acepción en español como, esta acepción del diccionario inglés, tienen mismo sentido, el de gobierno (conjunto de socios o asociados) de una sociedad, asociación o persona jurídica, es decir, la organización política-jurídica de los propietarios o partícipes de un ente. 
En zonas de cultura Británica (EE. UU., U.K, etc.)  se utiliza, también, el  término más restringido de corporations registered en las que los propietarios son los accionistas, cuya responsabilidad legal está limitada a su inversión. Generalmente los accionistas no gestionan la corporación, es común que elijan una mesa directiva para controlar las operaciones. Frente a la ley son personas jurídicas y tienen muchos de los mismos derechos y responsabilidades que las personas físicas. Las corporaciones pueden denunciar violación de derechos humanos ante personas físicas o el estado y también pueden ser responsables de estos delitos. Las corporaciones se pueden disolver por operación legal, orden de la corte o por acción voluntaria de los accionistas. La insolvencia puede resultar en un fracaso corporativo cuando los acreedores fuerzan la liquidación y disolución de una corporación por orden de la corte. Las corporaciones pueden incluso ser condenadas por ofensas criminales como fraude o maltrato. Sin embargo, las corporaciones no se consideran entidades vivas como lo son las personas físicas.
Se continua con el tratamiento histórico dado en el ámbito anglo, sobre la materia "corporation".

## Historia

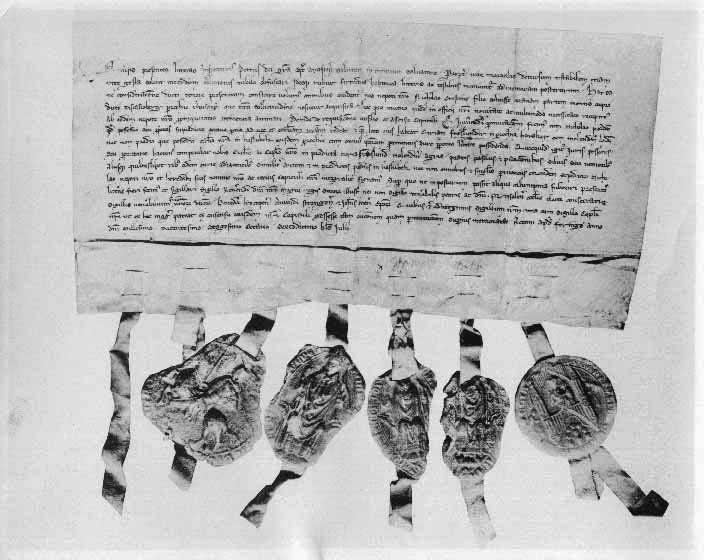
1/8 en acciones de Stora Kopparberg con fecha del 16 de junio de 1288.

La palabra "corporación" se deriva del latín corpus, palabra para cuerpo. En la época de Justiniano (527-565), el derecho romano reconoció una serie de entidades corporativas bajo los nombres universitas, corpus o collegium. Estos incluían al propio Estado (populus romanus), a los municipios y a las asociaciones privadas tales como patrocinadores de cultos religiosos, clubes de entierro, grupos políticos, y gremios de artesanos o comerciantes. Tales organismos tenían el derecho a poseer propiedad, a hacer contratos, a recibir donaciones y legados, a demandar y ser demandados, y en general a realizar actos jurídicos por medio de representantes. A las asociaciones privadas se les concedieron privilegios y libertades designados por el emperador.
Las entidades que llevaban a cabo negocios y tenían derechos legales, se encontraban en la antigua Roma y en el Imperio Maurya en la antigua India. En la Europa medieval, las iglesias se convirtieron en corporaciones, al igual que los gobiernos locales. El punto era que la corporación sobreviviera más tiempo que la vida de cualquier miembro en particular. La supuesta empresa comercial más antigua del mundo, la comunidad minera Stora Kopparberg en Falun, Suecia, obtuvo su acta constitutiva del rey Magnus Eriksson en 1347.
En la Edad Media, los comerciantes hacían negocio utilizando elementos del derecho anglosajón, como las sociedades. Siempre que las personas actuaran juntas con fin de lucro, se consideraban como una sociedad ante la ley. Los primeros gremios, generalmente, estaban involucrados en la regulación de la competencia entre los comerciantes.

### Mercantilismo
Muchos países europeos formaban corporaciones para dirigir operaciones coloniales, como la Compañía Neerlandesa de las Indias Orientales (VOC) o Compañía de la Bahía de Hudson. Estas compañías se convirtieron en las bases de las corporaciones modernas. Actuando bajo la autorización del gobierno neerlandés, la Compañía Neerlandesa de las Indias Orientales derrotó a las fuerzas portuguesas y se estableció en las Islas Molucas con el fin de obtener ganancias de la demanda europea de especias. Los inversores en el VOC tenían certificados en papel como prueba de la propiedad de acciones, y podían negociar sus acciones en la Bolsa de Ámsterdam. Los accionistas también se compartían explícitamente la responsabilidad limitada en la carta real de la empresa.

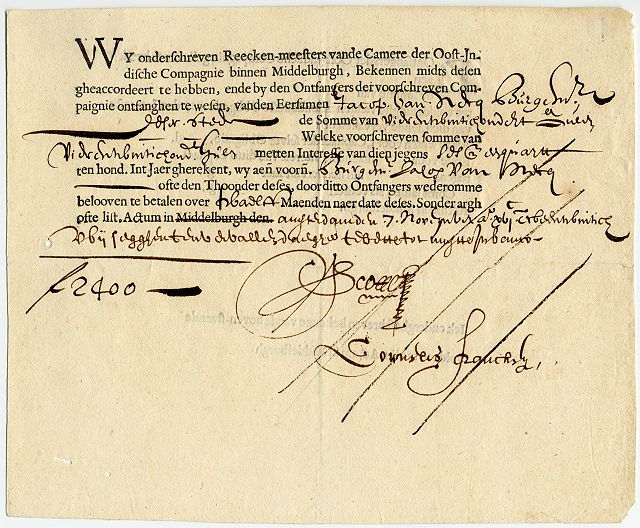
Un bono expedido por la Compañía Neerlandesa de las Indias Orientales de 1623, por la cantidad de 2,400 florines

En Inglaterra, el gobierno creó corporaciones bajo una carta real o un Acta del Parlamento con la concesión de un monopolio sobre un territorio determinado. El ejemplo más conocido, fue la East India Company de Londres, establecida en 1600. La reina Isabel I le otorgó el derecho exclusivo para el comercio con todos los países del este del cabo de Buena Esperanza. Algunas corporaciones en esa época actuaban en nombre del gobierno. Posteriormente, la compañía se involucró más con el sector militar ya que, al igual que la mayoría de las empresas, dependía del control de las rutas comerciales que tenía la Marina Real Británica.
Contemporáneos e historiadores consideran a la East India Company como "la sociedad más grande de comerciantes en el universo", ya que vino a simbolizar el potencial del modelo de corporación, así como resaltar nuevos métodos de hacer negocio. El 31 de diciembre de 1600, la reina Isabel I concedió a la empresa un monopolio de 15 años sobre el comercio con las Indias Orientales y África.  En 1711, los accionistas de la compañía estaban ganando un retorno de su inversión de casi el 150 por ciento. La compañía se volvió muy lucrativa,  su primera oferta de acciones en 1713-1716 fue de 418.000 £, la segunda en 1717-1722 alcanzó los £ 1,6 millones.

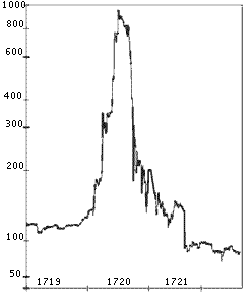
Gráfica de los precios de las acciones de la Compañía del Mar del Sur. La rápida inflación del valor de las acciones en la década de 1710 llevó a la restricción del establecimiento de compañías sin una carta Real.

Una empresa similar era la Compañía del Mar del Sur, establecida en 1711 para comerciar con las colonias españolas de América del Sur. Los derechos de monopolio de la Compañía del mar del Sur fueron supuestamente respaldados por el Tratado de Utrecht, firmado en 1713 como un asentamiento tras la guerra de sucesión española. En 1717, la Compañía del Mar del Sur era tan rica que asumió la deuda pública del gobierno británico. Esto aceleró aún más la inflación del precio de las acciones. El precio de la acción subió tan rápidamente que la gente comenzó a comprar acciones meramente con el fin de venderlos a un precio más alto. Esta fue la primera burbuja especulativa del país que a finales de 1720, estalló, y el precio de la acción se hundió de £ 1000 a menos de £ 100.
A finales del siglo XVIII, Stewart Kyd, el autor del primer tratado de ley corporativa en inglés definió una corporación como: 

Una colección de muchos individuos unidos en un solo organismo, bajo una denominación especial y establecidos por la ley, con la capacidad de actuar en varios aspectos como individuos, en particular en la toma y concesión de la propiedad, de cumplir las obligaciones de contratación, de demandar y ser demandados, de disfrutar de los privilegios e inmunidades y de ejercer una serie de derechos políticos, más o menos extensos, dependiendo de su institución, o los poderes que le confiere ya sea en el momento de su creación o en cualquier período posterior de su existencia.
Tratado sobre el Derecho de Sociedades, Stewart Kyd (1793-1794)

### Liberalismo
Debido a la caída de la teoría económica mercantilista a finales del siglo XVIII y el ascenso del liberalismo clásico, la teoría económica del laissez-faire -debido a una revolución en la economía dirigida por Adam Smith y otros economistas- , corporaciones cambiaron de ser entidades gubernamentales, a ser entidades económicas públicas y privadas libres de la dirección del gobierno.
Adam Smith escribió en su obra de 1776, La riqueza de las naciones, que la actividad corporativa masiva no podía igualar a las corporaciones privadas, ya que las personas a cargo del dinero de los demás, no lo harían con tanto cuidado como lo harían con su propio dinero.

#### Desregulación
La prohibición de 1720 en el British Bubble Act, sobre el establecimiento de empresas, se mantuvo en vigor hasta 1825. En este punto, la revolución industrial había cobrado fuerza presionando el cambio legal para facilitar la actividad empresarial. Sin una regulación coherente, operaciones como las empresas "Anglo-Bengalee Disinterested Loan and Life Assurance Company" eran proyectos sin capital y sin promesa de éxito.

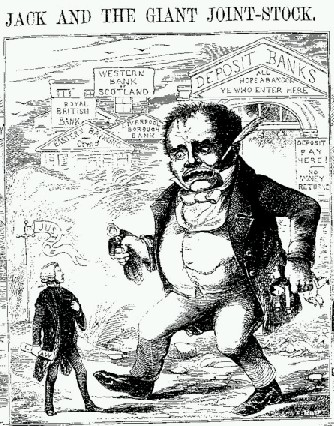
"Jack and the Giant Joint-Stock", una caricatura en Town Talk (1858) satirizando la monstruosa economía de las compañías por acciones que surgió después del acta de 1844.

El proceso de incorporación era posible solo a través de una carta real o de un acta privada. Como resultado, muchas empresas llegaron a ser operadas como asociaciones, sin personalidad jurídica, y con miles de miembros. Cualquier litigio tenía que ser llevado a cabo a nombre de todos los miembros, por lo que era muy complicado. Algunas veces el Parlamento concedía un acta privada para permitir que una persona representara los procedimientos legales, pero era un recurso limitado y costoso que solo se permitía a las empresas establecidas.
En 1843, William Gladstone se convirtió en el presidente de una Comisión Parlamentaria de Sociedades Anónimas, que dio lugar al Acta de Sociedades por Acciones de 1844, considerada como la primera pieza del derecho de sociedades moderno. La ley creó el Registro de Sociedades por Acciones para registrar empresas utilizando un proceso de dos etapas. La primera la fase provisional, costaba £ 5 y no confería estatus corporativo, el cual era obtenido al completar la segunda etapa y pagando otros £ 5. Por primera vez en la historia, fue posible para la gente común. incorporar una empresa a través de un sencillo procedimiento de registro.  Las ventajas de establecer una empresa como persona jurídica eran principalmente administrativas. Era una entidad unificada bajo la cual se podían canalizar los derechos y obligaciones de todos los inversores y gestores.

#### Responsabilidad limitada
Sin embargo, aún no había responsabilidad limitada y miembros de la compañía aún podían ser responsables de grandes pérdidas de la empresa.  El siguiente desarrollo crucial fue la Ley de Responsabilidad Limitada de 1855, aprobada a instancias del entonces vicepresidente de la Junta de Comercio, Sr. Robert Lowe. Esto permitió a los inversores limitar su responsabilidad en caso de fracaso de la empresa a la cantidad que invirtieron en la compañía. Dado el caso, los accionistas estarían en deuda directamente con los acreedores, pero solo por la parte correspondiente a sus acciones.
El acta de 1855, permitió la responsabilidad limitada a las compañías de más de 25 miembros (accionistas). La responsabilidad limitada para las compañías de seguros fue permitida por la Ley de Sociedades de 1862.
Estas dos características - un procedimiento de registro simple y de responsabilidad limitada - se incluyeron en el acta de 1856 de sociedades por acciones. Posteriormente, esto se consolidó junto con otros estatutos en el acta de 1862, que se mantuvo en vigor durante el resto del siglo. Poco después, la legislación dio paso al auge de los ferrocarriles, y desde entonces, el número de empresas se disparó. A finales del siglo XIX, con la depresión, muchas de esas compañías empezaron a colapsar y caer en la insolvencia.

#### Desarrollo
El último acontecimiento importante en la historia de las empresas fue la decisión de la Cámara de los Lores en el caso Salomon v. A. Salomon & Co, en que la Cámara confirmó la personalidad jurídica independiente de la empresa y determinó que los pasivos de la empresa eran distintos a los de sus propietarios.

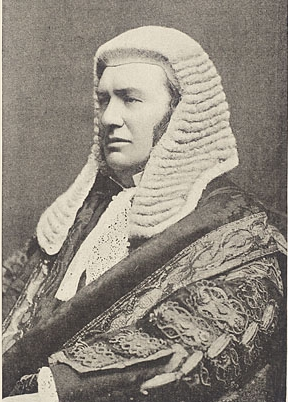
Lindley LJ era el principal experto en sociedades y derecho corporativo en el caso de Salomon v. Salomon & Co.

En los Estados Unidos, hasta finales del siglo XIX, para formar una sociedad, se requería un acta de legislación. Muchas empresas privadas, como la compañía de acero de Carnegie y Standard Oil de Rockefeller, evitaban el modelo corporativo por esta razón. Los gobiernos de los estados comenzaron a adoptar leyes corporativas más permisivas a principios del siglo XIX, aunque a menudo con la intención de prevenir que las corporaciones aumentaran demasiado su riqueza y poder.
En 1896, Nueva Jersey fue el primer estado en "facilitar" el derecho empresarial con el objetivo de atraer más negocios al estado. En 1899, Delaware siguió el ejemplo de Nueva Jersey con la promulgación de una ley corporativa.
El final del siglo XIX vio el surgimiento de las sociedades tenedoras o holding y fusiones de empresas, creando así empresas más grandes con accionistas dispersos. Los países comenzaron la promulgación de leyes de defensa de la competencia para evitar prácticas anticompetitivas y se les concedieron más derechos legales y protecciones a las empresas.
El siglo XX vio una proliferación de leyes que permiten la creación de empresas mediante la inscripción global, lo que ayudó a conducir un auge económico en muchos países antes y después de la Primera Guerra Mundial. Otro cambio importante posterior a la Primera Guerra Mundial, fue el desarrollo de conglomerados en los que las grandes empresas compran las empresas más pequeñas para ampliar su base industrial.
A partir de la década de 1980, muchos países con grandes empresas de propiedad estatal se movieron hacia la privatización y la venta de propiedad pública. La desregulación, reducción de la regulación de la actividad empresarial, a menudo acompañada de la privatización, es parte de la política de laissez-faire.

## Propiedad y control de las corporaciones

### Características
Las normas de las corporaciones comerciales equilibran los intereses de la administración que gestiona la corporación, los acreedores, accionistas y empleados que contribuyen con su trabajo. Una característica importante de una corporación, aunque no universal,  es la [responsabilidad limitada] que consiste en que, en caso de que la corporación quiebre, los accionistas solo perderán su inversión y los empleados sus trabajos, pero ninguno de ellos será responsable por las deudas contraídas con los acreedores de la corporación.
Aunque el derecho de sociedades varía de acuerdo a cada jurisdicción, existen cuatro características fundamentales de una corporación comercial:
- Personería jurídica
- Responsabilidad limitada
- Acciones transferibles
- Gestión centralizada bajo una estructura directiva.

### Propiedad y control
Una corporación es propiedad de sus miembros o al menos en teoría. En una sociedad por acciones, los miembros son conocidos como accionistas. La parte que posee la propiedad, el control y las ganancias de la empresa, se determina por su parte de las acciones. Así, una persona que es dueño de una cuarta parte de las acciones de una sociedad anónima, es propietaria de una cuarta parte de la empresa, tiene derecho a una cuarta parte de la ganancia (o al menos una cuarta parte de los dividendos) y tiene un cuarto de los votos que puedan ser emitidos en las juntas generales.
En otra clase de corporaciones, se determina quiénes son los miembros en el documento legal de incorporación. Dependiendo de qué tipo de empresa se está involucrado, es como se determina quiénes son los miembros. Por ejemplo, en una cooperativa de trabajo. los miembros son personas que trabajan para la cooperativa. En una unión de crédito, los miembros son personas que tienen cuentas con la unión de crédito.
Las actividades del día a día de una empresa suelen ser controladas por personas designadas por los miembros. En algunos casos puede ser una sola persona, pero más comúnmente se trata de uno o varios comités. En términos generales hay dos tipos de estructura de los comités:
- Un comité único conocido como mesa directiva, método utilizado en la mayoría de los países con Derecho Anglosajón o common-law. Bajo este modelo, la mesa de directores se compone tanto de directores ejecutivos como consejeros, que tienen la labor de supervisar la gestión de la compañía.
- Una estructura de 2 comités se utiliza comúnmente en países con Derecho Continental. En este modelo hay un comité de supervisión y uno de gestión.[29]

### Formación
Históricamente, las corporaciones se creaban por un acta constitutiva otorgada por el gobierno. Hoy en día son registradas en el gobierno del estado, provincia o del país, y son reguladas por las leyes de ese gobierno. El registro es el requisito principal para asumir la responsabilidad limitada de la corporación. Algunas veces la ley requiere que se designe una dirección fiscal y un representante legal de la corporación. 
Por lo general, se presentan documentos de incorporación al gobierno describiendo el carácter general de la corporación, la cantidad de acciones que está autorizada a emitir, los nombres y direcciones de los directores. Una vez que los artículos son aprobados, los directores de la corporación se reúnen para crear estatutos que rigen las funciones internas de la empresa, tales como procedimientos de reuniones y puestos.
La ley de la jurisdicción en la que opera una corporación, regulará la mayor parte de sus actividades internas, así como sus finanzas. Si una empresa opera fuera de su estado de origen, es común que se requiera que se registre con otros gobiernos como una corporación extranjera y se debe apegar a las leyes de empleo, crimen, contratos, acciones civiles del estado al cual se incorpora. 

### Nombre
Las corporaciones deben tener un nombre único. Históricamente, algunas empresas se nombraron por sus propietarios: por ejemplo, "El Presidente y Miembros de Harvard College." Hoy en día, las empresas tienen un nombre único que no necesariamente tiene relación a sus propietarios o a sus funciones. En Canadá, muchas empresas pequeñas no tienen un nombre y simplemente utilizan los números de registro que es asignado por el gobierno provincial donde la empresa se incorpora.
En la mayoría de los países, los nombres corporativos incluyen un término o abreviación que denota el estatus de la entidad (por ejemplo, "Incorporated" o "Inc." en Estados Unidos). Estos términos varían en cada jurisdicción e idioma. Bajo ciertas jurisdicciones es obligatorio mientras que en otras no. Su utilización pone a todos en notificación implícita  de que están tratando con una entidad cuya responsabilidad legal es limitada.  Algunas jurisdicciones no permiten el uso de la palabra "compañía" para denotar el estatus corporativo, ya que esta palabra puede referirse a una sociedad o algún otro tipo de pertenencia colectiva.

## Leer más
- A Comparative Bibliography: Regulatory Competition on Corporate Law
- Blumberg, Phillip I., The Multinational Challenge to Corporation Law: The Search for a New Corporate Personality, (1993)
- Bonnassie, Pierre (1983) [1981]. «Corporación». Vocabulario básico de la historia medieval [Les cinquante mots clefs de l’histoire médiévale]. Traducción castellana y adaptación de Manuel Sánchez Martínez. Barcelona: Crítica. pp. 58-63. ISBN 84-7423-201-5.
- Bromberg, Alan R. Crane and Bromberg on Partnership. 1968.
- Brown, Bruce. The History of the Corporation (2003)
- Cadman, John William. The Corporation in New Jersey: Business and Politics, , (1949)
- Conard, Alfred F. Corporations in Perspective. 1976.
- Cooke, C. A., Corporation, Trust and Company: A Legal History, (1950)
- Davis, John P. Corporations Archivado el 11 de junio de 2011 en Wayback Machine. (1904)
- Davis, Joseph S. Essays in the Earlier History of American Corporations Archivado el 10 de junio de 2011 en Wayback Machine. (1917)
- Dignam, A and Lowry, J (2006) Company Law, Oxford University Press ISBN 978-0-19-928936-3
- Dodd, Edwin Merrick. American Business Corporations until 1860, With Special Reference to Massachusetts, (1954)
- DuBois, A.B. The English Business Company after the Bubble Act, , (1938)\
- Freedman, Charles. Joint-stock Enterprise in France, : From Privileged Company to Modern Corporation (1979)
- Freund, Ernst. MCMaster.ca, The Legal Nature of the Corporation (1897)
- Hallis, Frederick. Corporate Personality: A Study in Jurisprudence (1930)
- Hessen, Robert. In Defense of the Corporation. Hoover Institute. 1979.
- Hunt, Bishop. The Development of the Business Corporation in England  (1936)
- Klein and Coffee. Business Organization and Finance: Legal and Economic Principles. Foundation. 2002.
- Majumdar, Ramesh Chandra. Corporate Life in Ancient India Archivado el 6 de julio de 2011 en Wayback Machine., (1920)
- Means, Robert Charles. Underdevelopment and the Development of Law: Corporations and Corporation Law in Nineteenth-century Colombia, (1980)
- Micklethwait, John and Wooldridge, Adrian. The Company: a Short History of a Revolutionary Idea. New York: Modern Library. 2003.
- Owen, Thomas. The Corporation under Russian Law, : A Study in Tsarist Economic Policy (1991)
- Rungta, Radhe Shyam. The Rise of the Business Corporation in India, 1851–1900, (1970)
- Scott, W. R. Constitution and Finance of English, Scottish and Irish Joint-Stock Companies to 1720 Archivado el 6 de julio de 2011 en Wayback Machine. (1912)
- Sobel, Robert. The Age of Giant Corporations: a Microeconomic History of American Business. (1984)
- Barnet, Richard; Muller, Ronald E. (1974). Global Reach: The Power of the Multinational Corporation. New York: Simon & Schuster.
- Hessen, Robert (2008). «Corporations».  En David R. Henderson (ed.), ed. Concise Encyclopedia of Economics (2da edición). Indianapolis: Library of Economics and Liberty. ISBN 978-0865976658. OCLC 237794267.
- Low, Albert, 2008. "Conflict and Creativity at Work: Human Roots of Corporate Life, Sussex Academic Press. ISBN 978-1-84519-272-3
- PG Mahoney, 'Contract or Concession? An Essay on the History of Corporate Law' (2000) 34 Ga. Law Review 873
- PI Blumberg, The Multinational Challenge to Corporation Law (1993)
- PL Davies and LCB Gower, Principles of Modern Company Law (6th edn Sweet and Maxwell 1997) chapters 2-4
- RR Formoy, The Historical Foundations of Company Law (Sweet and Maxwell 1923) 21
- P Frentrop, A History of Corporate Governance 1602–2002 (Brussels et al., 2003)
- S Kyd, A Treatise on the Law of Corporations (1793–1794)
- J Micklethwait and A Wooldridge, The company: A short history of a revolutionary idea (Modern Library 2003)
- W Blackstone, Commentaries on the Laws of England (1765) 455–473